# Nemonyx canescens
Nemonyx canescens is een keversoort uit de familie bastaardsnuitkevers (Nemonychidae). De wetenschappelijke naam van de soort werd in 1881 gepubliceerd door Semyon Martynovich Solsky.